# Teruel (pokrajina)
Teruel je španjolska provincija na južnom dijelu autonomne zajedne Aragonije.
Provincija ima 140.365 stanovnika (1. siječnja 2014.) a sjedište je istoimeni grad Teruel. Prostire se na 14.804 km².